# Mellékbüntetés
A mellékbüntetés főbüntetés mellett alkalmazható büntetési nem a büntetőjogban. A mellékbüntetések fajtáit a mindenkori büntető törvénykönyvek határozzák meg. A törvény előírhatja, hogy a mellékbüntetés önállóan is alkalmazható.
A 2012. évi C. törvény (a hatályos magyar Büntető Törvénykönyv) egyetlen mellékbüntetést ismer, a közügyektől eltiltást.

## Története a magyar jogban

### A Csemegi-kódexben
A Csemegi-kódex a büntetések terén hat különfélét különböztetett meg: halálbüntetés, fegyház, államfogház, börtön, fogház, pénzbüntetés. Ezekkel együtt lehetséges volt a hivatalvesztést és a politikai jogok gyakorlásának ideiglenes eltiltását is, mint mellékbüntetést kiszabni.

### Az 1961. évi Btk.-ban
Az 1961. évi V. törvény szerint a mellékbüntetések a következők voltak: 
- 1. közügyektől eltiltás,
- 2. foglalkozástól eltiltás,
- 3. kitiltás,
- 4. kiutasítás,
- 5. vagyonelkobzás,
- 6. pénzbüntetés.[3]

### Az 1978. évi IV. törvényben
Az 1978. évi IV. törvény a szankciórendszer vonatkozásában a korábbinál árnyaltabb szabályozást kívánt alkotni. A főbüntetéssel kapcsolatos rendelkezéseken túl, bevezette a pénzbüntetés „napi tételes” rendszerét, valamint lehetővé tette egyes mellékbüntetések önállóan történő alkalmazását.

### Fajtái az 1978. évi IV. törvény szerint
- 1. pénzmellékbüntetés,
- 2. közügyektől eltiltás,
- 3. foglalkozástól eltiltás,
- 4. járművezetéstől eltiltás,
- 5. kitiltás,
- 6. kiutasítás.[5]

Pénzmellékbüntetés feltételei: határozott tartamú szabadságvesztés mellett, és megfelelő keresete (jövedelme) vagy vagyona van a vádlottnak
a) pénzmellékbüntetésre kell ítélni, ha a bűncselekményt haszonszerzés céljából követi el,
b) pénzmellékbüntetésre lehet ítélni, ha ezzel újabb bűncselekmény elkövetésétől hatásosabban lehet visszatartani.
A pénzmellékbüntetés legalacsonyabb összege tízezer forint, legmagasabb összege tízmillió forint.
Közügyektől eltiltás feltételei: szándékos bűncselekmény elkövetése miatt végrehajtandó szabadságvesztésre ítélés, és a vádlott méltatlan arra, hogy a közügyekben részt vegyen.
Foglalkozástól eltiltás (2010-ben a mellékbüntetések átalakításakor a foglalkozástól eltiltás önálló büntetéssé változott.)
Járművezetéstől eltiltás feltételei (a járművezetéstől el lehet tiltani azt, aki):
a) az engedélyhez kötött járművezetés szabályainak megszegésével követi el a bűncselekményt,
b) vagy bűncselekmények elkövetéséhez járművet használ.
Tartama: 1-10 év vagy végleges.
Bővebben 
Kitiltás feltételei: csak a törvényben meghatározott esetekben (ha az adott bűncselekmény esetén a törvény engedi), akit szabadságvesztésre ítélnek, egy vagy több helységből vagy az ország meghatározott részéből ki lehet tiltani, ha e helyeken tartózkodása a közérdeket veszélyezteti.
Tartama: 1-5 év
A kiutasítás feltételei: nem magyar állampolgár személyt ítélnek el, akinek az országban tartózkodása nemkívánatos.
Tartama: 1-10 év vagy végleges.

### Katonai mellékbüntetések
Csak azzal szemben szabhatók ki, aki a büntető szabályok szerint katonának minősül:
a) lefokozás,
b) a szolgálati viszony megszüntetése,
c) rendfokozatban visszavetés,
d) a várakozási idő meghosszabbítása.

#### Főbüntetés helyett mellékbüntetés
A korábbi Btk-nak az 1993-ban megállapított 88. §-a alapján bizonyos mellékbüntetések (foglalkozástól eltiltás, járművezetéstől eltiltás, kitiltás, kiutasítás) önállóan, főbüntetés helyett is alkalmazhatók voltak, ha az egyéb törvényi feltételek fennállnak. (Korábban mindezt csak a bírói gyakorlatban ismerte ezt el.) [forrás?]

A  korábban hatályos Büntető Törvénykönyv 88. § szerint: 

„Mellékbüntetés főbüntetés helyett önálló büntetésként akkor alkalmazható, ha a bűncselekmény büntetési tétele három évi szabadságvesztésnél nem súlyosabb, és a büntetés célja így is elérhető. Önálló büntetésként csak egy mellékbüntetést lehet kiszabni.”

A közügyektől eltiltás és a pénzmellékbüntetés nem volt önálló büntetésként alkalmazható.